# 31719 Davidyue
31719 Davidyue è un asteroide della fascia principale. Scoperto nel 1999, presenta un'orbita caratterizzata da un semiasse maggiore pari a 2,6710475 UA e da un'eccentricità di 0,1459869, inclinata di 2,43538° rispetto all'eclittica.